# マナリンク
マナリンクは、日本のオンライン家庭教師サービスのひとつであり、2020年にサービスの提供を開始した。運営は株式会社NoSchool（本社：東京都文京区）。

## 概要
マナリンクは、インターネットを通じて家庭教師と生徒を結びつけるオンライン型の教育支援サービスである。講師は各自の専門分野や指導内容、料金設定を提示し、生徒・保護者が講師を選択する形式が取られている。授業はZoomやGoogle Meetなどのビデオ通話システムを用いて行われ、連絡や学習記録の共有は専用アプリケーションを通じて行われる。

## 沿革
- 2018年 – 株式会社NoSchool設立。
- 2020年4月 – 資金調達を実施[1]。
- 2020年9月 – マナリンク正式リリース。
- 2023年8月 – 登録講師数が500名を超える。

## メディア取材
2024年9月7日、テレビ東京の番組『全力イノベーターズ〜SDGsに挑むZ世代〜』にて、教育関連の取り組みの一例として紹介された。